# ブルース・フレイザー (バスケットボール)
ブルース・T・"Q"・フレイザー (Bruce Fraser、1964年12月18日 - ) は、アメリカ合衆国のバスケットボールコーチであり、全米バスケットボール協会（NBA）のゴールデンステート・ウォリアーズで選手育成のアシスタントコーチを務めている 。
以前はアリゾナ・ワイルドキャッツでカレッジバスケットボールをACを務めていた。

## NBAのキャリア
2004年、フレイザーはスカウトとしてフェニックス・サンズに加わり、チームの新しいオーナーシップグループの一員で後にゼネラルマネージャーになった元アリゾナチームメイトのスティーブ・カーと再会した 。スカウトとして、フレイザーは主にサンズの西海岸の大学選手のスカウトを担当した。自身も元ポイントガードであったフレイザーは、数年間スカウトを務めた後、カー監督の下でスティーブ・ナッシュの個人コーチ兼ワークアウトパートナーとなった。
カーによれば、フレイザーはナッシュのNBA選手としてのキャリアの最後の4年間、夏の間ナッシュをトレーニングしたという。